# Nyctemera absurda
Nyctemera absurda là một loài bướm đêm thuộc phân họ Arctiinae, họ Erebidae.